# Dekanat Kielce-Zachód
Dekanat Kielce-Zachód – jeden z 33 dekanatów rzymskokatolickiej diecezji kieleckiej. Tworzy go 8 parafii:
- Kielce – Parafia św. Hiacynty i Franciszka w Kielcach
- Kielce – pw. bł. Jerzego Matulewicza bpa, w.
- Kielce – Parafia Miłosierdzia Bożego w Kielcach
- Kielce – Parafia Niepokalanego Serca Najświętszej Maryi Panny w Kielcach
- Kielce Białogon – Parafia Przemienienia Pańskiego w Kielcach-Białogonie
- Kielce – Parafia św. Wincentego Pallottiego w Kielcach
- Kielce Niewachlów – Parafia Matki Bożej Częstochowskiej w Kielcach-Niewachlowie
- Kielce – Parafia św. Józefa Oblubieńca NMP w Kielcach